# Diana Santos
Alicia Diana Santos Colmenero (Mexico, 9 juin 1950) est une actrice mexicaine spécialisée dans le doublage. Elle est la nièce des comédiens Francisco, Jorge, Gloria, et María Teresa Colmenero et José Manuel Rosano, la fille de des comédiens Edmundo Santos et Alicia Colmenero, la sœur des comédiens David, Tony, et Edmundo Santos Jr., la cousine des comédiens Cristina Camargo et Alfredo et Fernando Rosano, la femme du comédien Ricardo Galván, et la mère des acteurs Diana y Óscar Galván.
Elle est connue pour avoir doublé en espagnol, comme son mari, de nombreux personnages des productions Disney. Elle est la voix sud-américaine de Minnie Mouse depuis 1999.

## Filmographie

### Production Disney
- 1961 : 101 Dalmatiens, Lucky et Penny
- 1966 de 1974 : films de Winnie l'ourson, Jean Christophe
- 1967 : Le Livre de la jungle, Mowgli
- 1969 : Bambi (1942), Faline (adulte)
- 1973 : Robin des Bois,  Belle Marianne
- 1977 : Les Aventures de Bernard et Bianca, Bianca
- 1977 : Peter et Elliott le dragon, Peter
- 1981 : Rox et Rouky, Vixey
- 1985 : Taram et le Chaudron magique, Eloïse / Eilonwy et une Elfe
- 1986 : Mary Poppins, (1964), Michael Banks et Jane Banks (voix chantée)
- 1986 : L'Apprentie sorcière (1971), Paul Rawlins
- 1986 : Basil, détective privé, Olivia Flaversham et Lady Mouse
- 1990 : Bernard et Bianca au pays des kangourous, Bianca
- 1991 : La Belle et la Bête,  Belle
- 1995 : Toy Story, Betty
- 1999 : Toy Story 2, Betty
- 1999 : Minnie Mouse
- 2004 : La ferme se rebelle, Audrey

### Autres
- Heidi : Voix de Pierre et Clara (1974)
- Brisby et le Secret de NIMH : Voix de Madame Brisby et Timothée Brisby (1er doublage)
- Cutey Honey : Voix de Junpei Hayami (de 1983 à 1984)
- The Puppetoon Movie :  (1987)
- Charlie, mon héros : Voix de Anne-Marie (1er doublage)
- Terminator 2 : (1991)
- Doomed Megalopolis : Voix de Keiko (1993)
- Tenchi Muyo! : Voix de Mihoshi Kuramitsu (de 1995 à 2006)
- Angelic Layer : Voix de Ryo Misaki (de 2002 à 2003)
- Foster, la maison des amis imaginaires : (de 2004 à 2009)
- La Melancolía de Haruhi Suzumiya : (2007)